# Bob Givens
Robert Herman „Bob“ Givens (* 2. März 1918 in Hanson, Kentucky; † 14. Dezember 2017 in Burbank) war ein US-amerikanischer Animator und Comicfigurenentwickler. Er gilt als Erfinder von Bugs Bunny.

## Leben
Bob Givens wurde 1918 in Hanson als Zwilling geboren. Sein Vater war Pferdezüchter. Wegen einer gesundheitlichen Erkrankung des Vaters zog die Familie in den Süden Kaliforniens. Bob Givens besuchte die Highschool in Alhambra, welche er 1936 abschloss. In den folgenden Monaten arbeitete er als freischaffender Künstler. Ab 1937 arbeitete er auf Empfehlung seines alten Mitschülers Hardie Gramatky in den Walt Disney Studios.
Während seiner Zeit bei Disney arbeitete Bob Givens als Animationsprüfer, meist für Kurzfilme. Später dann auch an dem Film Schneewittchen und die sieben Zwerge.
Nach seiner Zeit bei Disney arbeitete er für Warner Bros, meist unter Chuck Jones und Tex Avery. Für den Cartoon Die Hasenfalle beauftragte Avery Givens einen Hasen weiterzudesignen, welcher zuvor von den Designern Ben Hardaway und Charles Thorson entworfen wurde, aber in den Augen Averys noch „zu süß“ erschien. Givens kreierte die erste Version von Bugs Bunny. Diese Version wurde zwei Jahre später von Robert McKimson verbessert.
1942 wurde Bob Givens durch den Zweiten Weltkrieg ins Militär eingezogen. Dort drehte er zusammen mit Rudolf Ising Militärtrainingsfilme. In den 50er Jahren kehrte er wieder zu Warner Bros. zurück. Er arbeitete an vielen Looney-Tunes-Filmen mit, besonders an der Figur Daffy Duck, sowie bei Tom-und-Jerry-Produktionen und in den  90er Jahren an Garfield und seine Freunde.
Bob Givens starb im Alter von 99 Jahren in Folge von akutem Lungenversagen.